# Told You So
Told You So är det andra studioalbumet av den amerikanska R&B-sångerskan Sparkle, utgivet via Motown Records den 24 oktober 2000. Skivan komponerades helt av Steve "Stone" Huff. 
Efter hennes framgångsrika debut hos Interscope började Sparkle få meningsskiljaktigheter med R. Kelly, mentorn och producenten för arbetet. Sångerskan sökte efter att få lämna sitt skivbolag då Kelly inte lät henne jobba med andra musikproducenter till sitt andra studioalbum. Hon lämnade därför Interscope Records och skrev en tid senare på för Motown. År 1999 påbörjade hon arbete på Told You So som släpptes följande år, år 2000. Albumet blev dessvärre en kommersiell besvikelse som endast klättrade till en 121:a plats på USA:s albumlista Billboard 200 och tog sig till en 31:a plats på R&B-listan. Albumets ledande singel, "It's A Fact", blev en ytterligare besvikelse för Sparkle och hennes skivbolag då den misslyckades att nå några högre positioner på singellistorna. Told You So avvisades av de flesta musikkritiker. AllMusics skribenten Jon Azpiri skrev i sin recension av skivan; "Trots att Sparkle' namn antyder annorlunda saknar den här skivan glans. Den är knappast oskiljbar jämfört med hennes rivaler som Brandy, Aaliyah och Mýa."

## Innehållsförteckning
| Nr  | Titel                            |      |
| --- | -------------------------------- | ---- |
| 1.  | "Don't Know Why"                 | 3:52 |
| 2.  | "The Ghetto"                     | 4:35 |
| 3.  | "It's a Fact"                    | 4:14 |
| 4.  | "Lovin' a Man"                   | 3:39 |
| 5.  | "Into My Life"                   | 3:55 |
| 6.  | "When a Woman's Heart Is Broken" | 4:21 |
| 7.  | "Good Life"                      | 4:20 |
| 8.  | "All I Want"                     | 4:29 |
| 9.  | "Somebody Else"                  | 4:02 |
| 10. | "Everything"                     | 4:56 |
| 11. | "Games"                          | 3:53 |
| 12. | "Never Can Say Goodbye"          | 4:17 |

## Listor
| Lista (2000)                   | Topp Position |
| ------------------------------ | ------------- |
| Amerikanska Billboard 200      | 121           |
| Amerikanska R&B/Hip-Hop Albums | 31            |

### Fotnoter
1. 1 2 3  ”Told You So”. billboard.com. http://www.billboard.com/#/album/sparkle/told-you-so/449271. Läst 11 februari 2011.
2. ↑  ”(AllMusic) Told You So”. allmusic.com. http://allmusic.com/album/told-you-so-r503562. Läst 11 februari 2011.